# Черкаси (Лащів)
Черкаси  (пол. Czerkasy) — частина міста Лащів у гміні Лащів Томашівського повіту Люблінського воєводства Польщі. Колишнє село (до 2010 року).

## Положення
Лежить на річкою Гушвою. Відстань до Томашева становила 24 версти, до Холма — 72 версти, до Любліна — 120 верст.

## Історія
Згадується 1464 року в документі львівського каноніка. Черкаси є давнім передмістям Лащева.
У часи входження до Російської імперії було центром гміни Черкаси Томашівського повіту Люблінської губернії. За даними етнографічної експедиції 1869—1870 років під керівництвом Павла Чубинського, у селі здебільшого проживали греко-католики, усе населення розмовляло українською мовою. У 1877 році кількість дворів становила 36. Близько 1880 року в селі налічувалося 38 домів, 278 мешканців, 443 моргів орної землі та 142 морги луків.
Станом на 1921 рік село Черкаси належало до гміни Лащів Томашівського повіту Люблінського воєводства міжвоєнної Польщі. За офіційним переписом населення Польщі 10 вересня 1921 року в селі налічувалося 43 будинків та 302 мешканців, з них:
- 155 чоловіків та 147 жінок;
- 203 римо-католиків, 86 православних і 13 юдеїв;
- 255 поляків і 47 українців.

За німецької окупації у 1939—1944 роках входило до громади Лащів крайсгауптманшафту Замостя Люблінського дистрикту Генеральної губернії. Чисельність населення за переписом 1943 року становило 483 осіб.
24 квітня 1944 року польські шовіністи вбили в селі 9 українців.
У 1975–1998 роках належало до Замостського воєводства. З 1 січня 2010 року є частиною міста Лащева.